# Lenny & Twiek
Lenny & Twiek ist eine deutsche Zeichentrickserie, die zwischen 2006 und 2008 produziert wurde. Die Geschichte basiert dabei auf der Buchvorlage von Klaus Baumgart.

## Handlung
Lenny ist auf der Suche nach einer Freundschaft. Dafür heftet er eine „Suchanzeige“ an einen großen Baum und wartet auf die Ergebnisse ab. Allerdings meldet sich niemand und er lernt stattdessen Twiek kennen, welcher sein Vogelhäuschen hinter sich herzieht. Von nun an verbringen die beiden gemeinsam ihre Zeit und werden zu Freunden.

## Produktion und Veröffentlichung
Die Regie, leitende Produktion und das Drehbuch wurde dabei Jürgen Egenolf angeführt und mithilfe des WDRs umgesetzt. Erstmals wurde die Serie am 10. November 2008 im KiKA bei Die Sendung mit dem Elefanten ausgestrahlt.

## Episodenliste
| Folge | Titel                    | Erstausstrahlung |
| 1     | Schatten                 | 10.11.2008       |
| 2     | Das unentschlossene Meer | 11.11.2008       |
| 3     | Wie groß ist der Himmel? | 12.11.2008       |
| 4     | Schlechte Laune          | 13.11.2008       |
| 5     | Kitzeln                  | 14.11.2008       |
| 6     | Das Nichts               | 17.11.2008       |
| 7     | Die andere Seite         | 18.11.2008       |
| 8     | Fliegen                  | 19.11.2008       |
| 9     | Wolken                   | 20.11.2008       |
| 10    | Heimweh                  | 21.11.2008       |
| 11    | Mond                     | 24.11.2008       |
| 12    | Ewigkeit                 | 25.11.2008       |
| 13    | Träumen                  | 26.11.2008       |
| 14    | Musik                    | 27.11.2008       |
| 15    | Schatzsuche              | 28.11.2008       |
| 16    | Zeit                     | 01.12.2008       |
| 17    | Malkasten                | 02.12.2008       |
| 18    | Unter Wasser             | 03.12.2008       |
| 19    | Engel                    | 04.12.2008       |
| 20    | Spuren im Schnee         | 05.12.2008       |
| 21    | Aufräumen                | 08.12.2008       |
| 22    | Pusteblumen              | 09.12.2008       |
| 23    | Expedition ins All       | 10.12.2008       |
| 24    | Groß & Klein             | 11.12.2008       |
| 25    | Blindekuh                | 12.12.2008       |
| 26    | Mutprobe                 | 15.12.2008       |